# Francisco de Paula Sampol
Francisco de Paula Sampol (n. 1912 - Madrid, 11 de enero de 1934) fue un joven estudiante, simpatizante falangista, asesinado en Madrid en enero de 1934 por varios desconocidos.

## Biografía
Procedente de una familia mallorquina, Sampol era un joven estudiante que el 11 de enero de 1934 se encontraba próximo a un punto de venta del periódico falangista F.E. Cuando estaba a varios metros del tenderete, recibió dos disparos por la espalda que le atravesaron el corazón. Murió al instante. Al parecer, dos semanas después, Agustín Aznar y otros falangistas vengaron su muerte con el asalto a un local del FUE y la agresión de varios de sus miembros, uno de los cuales, Antonio Zárraga García, quedó herido de un disparo.
Durante su entierro se escuchó por primera vez el luego famoso grito de ¡Presente! tras decir el nombre del camarada, un ritual que los falangistas habían tomado del fascismo italiano. También las JAP gritaban ¡Presente y adelante!.

## Símbolo falangista

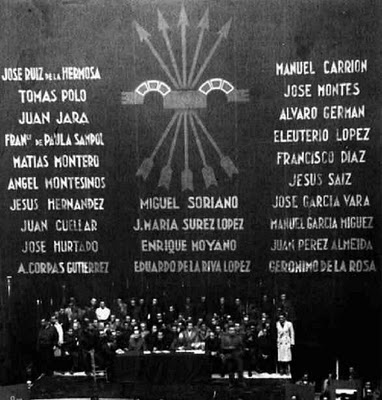
Telón de los caídos de FE de las JONS, en 1935.

Como víctima de un atentado violento, como otros que habían fallecido en diversas reyertas, Sampol se convirtió en un «mártir» de la organización, y apareció en el Telón de los caídos de noviembre de 1935.